# 1858 no Brasil
Esta é uma cronologia dos fatos acontecimentos de ano 1858 no Brasil.

## Incumbente
- Imperador – D. Pedro II (9 de abril de 1831-15 de novembro de 1889)

## Eventos
- 27 de março: A estrada de ferro Dom Pedro II, renomeada para E.F. Central do Brasil no período republicano, é inaugurada.[1]
- É inaugurada a segunda estrada de ferro do Brasil, o primeiro trecho (de 31,5 km) da Estrada de Ferro do Recife ao São Francisco, compreendido entre Recife e a Vila do Cabo (atual cidade do Cabo de Santo Agostinho), no estado de Pernambuco.

## Mortes
- 2 de dezembro: Francisco do Monte Alverne, pregador oficial do Império do Brasil.